# Parcul dendrologic din Zastavna
Parcul dendrologic din Zastavna (în ucraineană Заставнівський дендрологічний парк) este un parc dendrologic de importanță locală din raionul Zastavna, regiunea Cernăuți (Ucraina), situat în orașul Zastavna. Este administrat de consiliul local.
Suprafața ariei protejate constituie 6 hectare, fiind stabilită administrativ în anul 2002 prin decizia comitetului executiv regional. Statutul a fost acordat pentru conservarea dendrariului în care cresc 15 specii de copaci și 40 de specii de plante erbacee.